# Yandere Simulator
Yandere Simulator је стелт акциона игрица коју тренутно развија амерички програмер Јандередев. Игрица се фокусира на ученицу школе под именом Ајано Аиши, која је позната и као Јандере-Чан, којој је циљ да убије сваку девојку за коју мисли да може одузети пажњу њеног сенпаја.

## Прича и играње
Играч игра као Јандере-Чан (Ајано Аиши) која је апатетична девојка за било шта (осим за осећања њене симпатије), која се лудо заљубила у ученика из њене школе, Таро Јамаду, познатијег као Сенпај. У року од 10 недеља, различите девојке ће се заљубити у њега, и постају мета, коју Јандере-чан мора елиминисати. Играч има опцију да мете киднапује, мучи, отрује, баци са апрата, удави, спржи, али исто да се спријатељи и замоли је да допусти да Сенпај буде њен. Играч се може запослити у градској радњи да би зарадио новац. У школи, налази се девојка коју нико никада није видео, која има посебну собу где проводи време и посматра све. Њено име је Инфо-Чан. Она може помоћи Ајано да елиминише своје ривалке. У том случају, играч мора да уради неке ствари за њу, да би она помогла.
Што више људи Ајано убије, њена репутација се спушта, што други ученици могу приметити. Остали је могу приметити ако је крвава, понаша се ненормално или држи оружје. Ако је неко види да убија, та особа је може зауставити, позвати полицију или побећи из школе. Ако је Сенпај види да убија, њен живот је готов заувек, никада неће моћи да му каже како се осећа, што одмах завршава игрицу.
Играч мора бити паметан, убити ривалке тако да што мање ученика то види, поготово Сенпај. Ако играч успе елиминисати свих 10 ривалки у року од 10 недеља, Ајано ће коначно моћи рећи Сенпају како се осећа, што доводи до срећног завршетка.

### Завршеци
Постоји неколико завршетка. Један од њих је срећан крај, док други нису. Ако Ајано уради нешто лоше и други то виде, то може драстично променити крај игрице. Примери: сломљено срце, сузавац, заустављена, ухапшена, избачена из школе или разоткривана.
Сломљено срце - Ако се играч смеје, понаша чудно или убије неког испред Сенпаја, он ће заувек мислити лоше у вези Ајано, што одмах доводи до лошег завршетка игрице и њеног сломљеног срца.
Сузавац - Ако Ајано покуша напасти једну од дежурних ученица, у скоро сваком случају ће оне то приметити и искористити сузавац (бибер спреј) за самоодбрану, где ће она пасти и бити завезана.
Заустављена - Ајано буде заустављена ако убије некога пред неким ко је храбар и јак. У том случају, покреће се брзотрајна игрица, где играч мора да победи и убије тог ученика. Што је ученик јачи, теже га је убити. Ако Ајано не победи, биће заустављена.
Ухапшена - Ајано је ухапшена ако неко пријави полицији да се у школи десило убиство и ако играч не успе почистити крв, бацити крваво пружје и одећу, и не остане нормалан. Ако играч не уради ништа од тога, Ајано ће бити ухапшена.
Избачена из школе - Ако професори и дежурни виде Ајано крваву, са оружјем, како се непрестано смеје или изгледа лудо, послаће је код педагогице, где ће она морати да објасни зашто тако изгледа или зашто се тако понаша. Ако не успе то урадити, добиће укор, а ако се неколико пута исто деси, биће избачена из школе.
Разоткривена - Ако ученик види Ајано да убије некога, тај ученик може рећи професору или полицију, што може довести до тога да буде разоткривена.
Срећан крај - Ајано успева да каже Сенпају да га воли, што доводи до срећног краја.

## Развој
развија амерички програмер Јандередев, фриленсер под именом Алекс. Прво је своју идеју прадставио на мрежи 4chan 2014. године, те је после добрих реакција почео да развија игрицу.
Јандередев често објављује тест верзије игрице за сврхе отклањања багова. Првобитно, примао је предлоге и пријаве проблема преко имејл адресе, али од 2016, тражи да се мејлови више не шаљу јер „успоравају процес развијања”.
Дана 1. марта 2017, Јандередев је објавио партнерство са компанијом tinyBuild која би му помогла да дотера, промовише и објави игрицу. Дана 10. јуна 2018, Јандередев је објавио да је партнерство са компанијом окончано у децембру 2017.
Ажурирано: децембар 2022., није објављен датум објављивања целе игре.

### Демо
Године 2020, прва демо верзија игрице је званично објављена која садржи Ајанину прву ривалку, Осану Наџими. Датум додавања осталих ривалки није објављен. 

## Контроверзе
Током развоја Yandere Simulator-а, програмер, који се често назива Јандередев, био је предмет многих оптужби и контроверзи, од којих је најочитија била фрустрација фанова због количине времена која му треба да развије игру.

### Забрана на-у
Године 2016, Twitch је додао игру на своју листу забрањених експлицитних игрица.